# Ask, Vestland

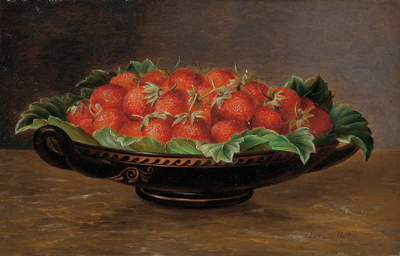
Ask är känt för sina jordgubbar.

Ask är en kyrkby och tidigare tätort i östra delen av Askøy kommun i Vestland fylke i västra Norge. Sedan 2020 utgör orten en del av tätorten Askøy. Den är belägen på västra stranden av Byfjorden, 15 kilometer norr om staden Bergen. Orten är känd för sina jordgubbar, "askebær", vilka säljs på marknaden i Bergen under sommaren. 
Tack vare det behagliga klimatet och läget på en ö nära Bergen, fanns i Ask under medeltiden en kungsgård. Fram till 1741 fanns även en kyrka från 1200-talet; den är numera riven, men platsen där den låg är markerad med ett stenkors. Enligt Egil Skallagrimssons saga var Ask platsen för en arvstvist mellan Egill Skallagrímsson och Berg-Önundr: Egill var gift med Berg-Önundrs syster Ásgerðr, men när han krävde hennes del av farsarvet vägrade Önundr, varpå Egill utmanade honom till en holmgång. 
Dialekten i Ask skiljer sig från den på övriga Askøy och vittnar om de långvariga och nära banden till Bergen, vars välmående borgerskap länge hade sina sommarställen i Ask. Bland de berömdheter som bott i Ask kan nämnas Fridtjof Nansen, som under en kort period bodde i ett hus nära Kongshaugen, och Amalie Skram, som 1876 till 1878 bodde på Lien i Ask i närheten av Ask Dambruk. I samma hus bodde senare rektorn Nils Peder Åland i 40 år.

## Äldre historia
Såväl den legendariske hjälten och skalden Starkad, vars äventyr återberättas i Gesta Danorum och de isländska sagorna, och Egil Skallagrimson, som själv gett namn åt en saga, som den siste katolske ärkebiskopen i Norge, Olav Engelbrektsson av Nidaros stift, kan knytas till Ask. 
Enligt sagalitteraturen var Ask bebott redan på 600-talet. Kung Hertjov av Hordaland drog i härnad till Agder och tog med sig hem två pojkar vid namn Starkad och Vikar. Som seden var på den tiden, bad han Grane på gården Ask att ta pojkarna som sina fostersöner. Med tiden blev de stora jägare och krigare, och tog bland annat hämnd på männen från Hordaland som härjat Agder. Ask blev deras nya hem tills Vikar dog i en olycka. Därefter tvingades Starkad fly landet, och gjorde sig ett namn i Danmark och i Sverige som en orädd man. 
Enligt Egil Skallagrimssons saga hette herren till Ask på 900-talet Torgeir Tyrnefot. Hans son var Berg-Önundr. Berg-Önundr dräptes i en attack ledd av Egil Skallagrimson, en av Islands mäktigaste män. Som hämnd för en motgång i en arvstvist, någon gång runt 960, reste Egil och hans män genom Herdlafjorden till Ask, där de dräpte totalt 15-16 män och rövade med sig åtskilligt av värde. 
Askøys första kyrka byggdes troligen vid Offerfjellet i Ask. Olav Engelbrektsson var den siste ärkebiskopen i Norge. Han bodde bland annat i Bergen, och när Norge genomgick reformationen 1534 tog han en tid sin tillflykt till Ask. 
Mauritz Boston köpte Ask 1628. Även andra stormän från Bergen har under långa tider ägt gården. Thomas Ericssen byggde en herrgård i området och Thomas Ericssens Minde från 1795 är i dag den enda byggnad på Askøy som är byggnadsminnesmärkt.

## Nyare historia

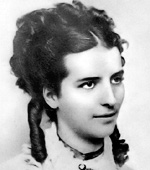
Amalie Müller (senare känd som Amalie Skram) levde några år på Ask.

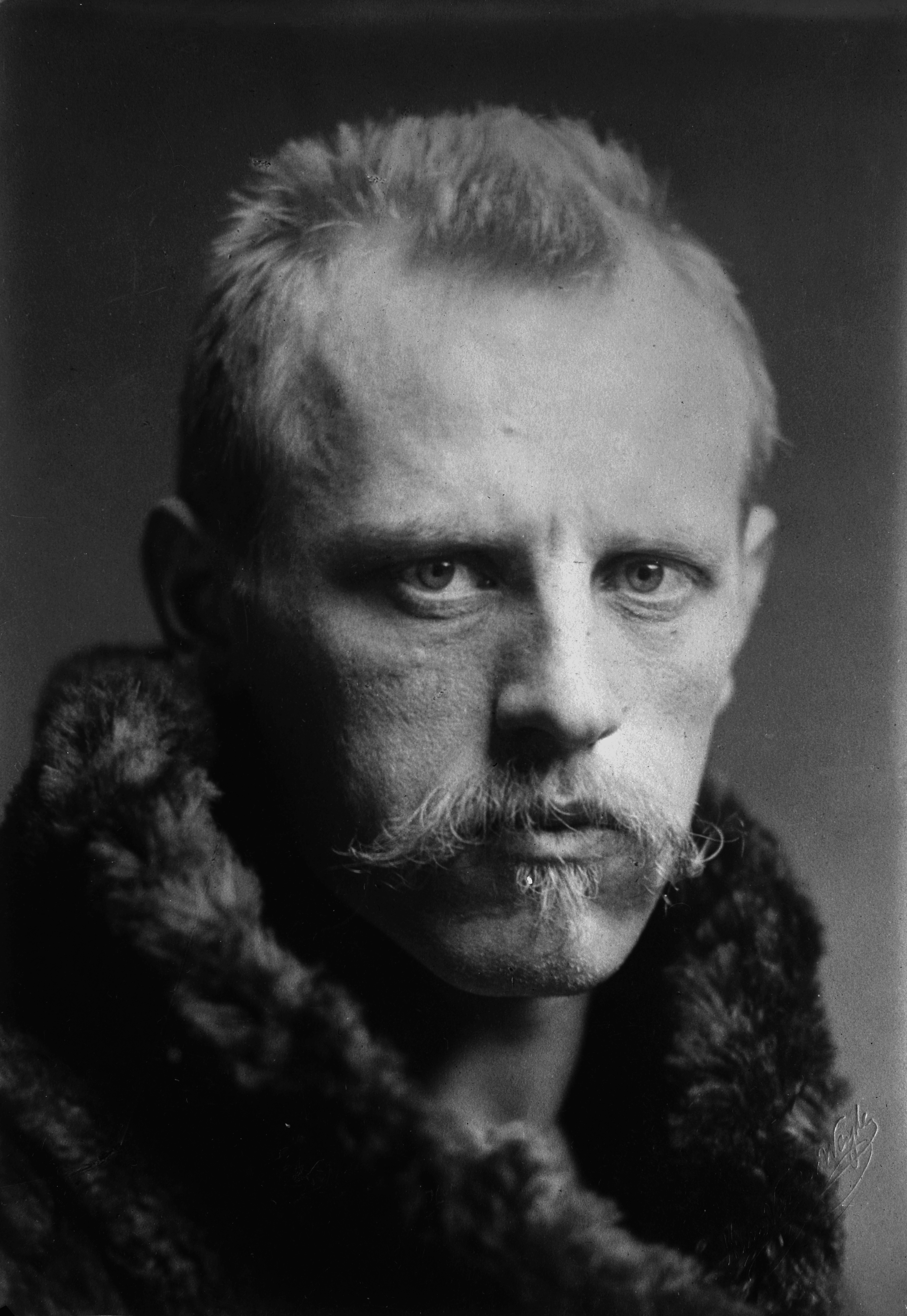
Fridtjof Nansen bodde en period av sitt liv i ett hus på Kongshaugen på Ask

Eftersom Ask ligger bara några kilometer nordväst om Bergen, blev det omkring 1880/1890 ett uppsving för Ask när den blev en populär destination från Bergen. Som resultat därav ökade transporten av gods och passagerare med båt. Ångbåten Fridtjof var en av båtarna som gick mellan Ask och Bergen. När vägen till Kleppestø var färdig cirka 1950, avtog trafiken till hamnen i Ask. Författaren Amalie Skrams första man, kapten Bern Ulrik August Müller, köpte en vattenkvarn i området och de bodde där några år. Emanuel Jæger startade kommersiell jordgubbsodling. Han sände sina jordgubbar till Fleischer's Hotell på Voss. Jordgubbarna var av den tyska sorten "Sieger" (seger) och var mycket populära i området.

## Geografi
Ask ligger på den östliga delen av ön Askøy. Herdlafjorden ligger öster om byn, från vilken Nordhordalandbron är synlig. Sjön Askevatnet och vidsträckta skogar finns väster om Ask. 

## Kulturella aktiviteter
Den första maj varje år hålls Ask-stafetten. År 2006 firas det 54:e loppet.